# Islamiska republiken Irans flygvapen
Islamska republiken Irans flygvapen (persiska: نیروی هوایی ارتش جمهوری اسلامی ایران) är den del av Irans väpnade styrkor som är inriktad på luftstrid och luftanfall. 

## Historik
Iran Air köpte sina första flygplan av USA på 1940-talet. De flesta var jaktplan och passagerarplan. 
På 1970-talet köpte Iran ca 500 flygplan och annan militär utrustning av USA för nästan 7,6 miljarder dollar, bland annat 177 st F-4E, 32 st F-4D, 16 st RF-4E Phantom II, 79 st F-14, 141 st F-5E, 28 st F-5F Tiger II samt helikoptrar.
Historiska införskaffanden av plan i punktform
- 1968: 12 F-5 Freedom Fighter, spaningsvariant RF-FA Tigereye.
- 1971: 24 RF-4C Phantom, spaningsvariant, tvåsitsig.[2]
- 1976-1978: 79 av 80 F-14 levererade, tillsammans med 714 Phoenix-missiler och tio års lager med reservdelar och motorer.[3]
- 1990-1991: 34 MiG-29 (inklusive MiG-29UB), 12 Su-24, 350 R-27R- och 576 R-60-missiler till MiG-29.
- 1991: 24 Mirage F1BQ/F1EQ från Irak under Operation Desert Storm.
- 1991: 23 Su-24 och många MiG-29 från Irak under Operation Desert Storm.
- 1993-1994: 6 MiG-29/UB och 94 R-27R-missiler.[4]
- 1990: 15 Chengdu Jian F-7N. 6 FT-7B-träningsplan(T) lånas.
- 1992: Slutleverans på 15 av totalt 30 Chengdu Jian F-7N. 20 FT-7N. De 6 FT-7B återlämnas.
- 1996: Slutleverans på 6 av totalt 26 Chengdu Jian FT-7N. Tredje beställningen gjord 1994.[5]

## Flygvapen
År 2025 har Iran 65 st F-4 Phantom II, 35 st Northrop F-5E, 17 st Chengdu Jian-7 (F-7/MiG-21), 41 st Grumman F-14 Tomcat, 18 st MiG-29, 12 st Mirage F1EQ, 21 st Su-24 och 5 st P-3F i aktiv tjänst.
Iran har senaste tiden moderniserat sitt flygvapen genom att utveckla drönare med lång räckvidd, t.ex. Shahed 136/Geran-2 tillverkade av HESA/IAMI, som har exporterats till Ryssland och använts i anfallskrig emot Ukraina.
Revolutionsgardet har också 9 st Su-22 (Suchoj Su-17) och 17 st stridshelikoptrar Mi-171. Iran har beställt 25 st Su-35S av Ryssland, enligt FlightGlobal 2025.

## Iranska plan och helikoptrar
- IAMI Shafaq/Azarakhsh/Kowsar/Saeqeh 80 (Northrop F-5 Freedom Fighter Tiger II/F-5E)
- Panha 2091 (Bell AH-1 Cobra 209)
- Panha Shabviz 2061 (Bell 206)
- Panha Shabaviz 2-75 (Bell 204/205)
- Bell 212
- Bell 214
- Yakovlev Yak-130
- Shahed 238 (Geran-3)